# Howard Hathaway Aiken
Howard Hathaway Aiken (8. března 1900, Hoboken, New Jersey – 14. března 1973, St. Louis, Missouri) byl počítačový průkopník.
Působil jako hlavní inženýr při stavbě jednoho z prvních počítačů firmy IBM: Harvard Mark I. Tento počítač byl dokončen v roce 1944. Působil i při konstrukci jeho následovníků Mark II až Mark IV.
Za dlouhodobé zásluhy o rozvoj informačních technologií byl vyznamenán několika cenami:
- v roce 1958: University of Wisconsin-Madison College of Engineering Engineers Day Award
- v roce 1964: Harry H. Goode Memorial Award
- v roce 1970: IEEE's Edison Medal za „význačnou kariéru průkopnických přínosů k vývoji a aplikaci sálových číslicových počítačů a důležitý příspěvek ve vzdělávání na poli číslicových počítačů“